# Mangkunegara VIII
Mangkunegara VIII (Kartasura, 7 aprile 1925 – Surakarta, 2 agosto 1987) è stato un sovrano indonesiano.
Fu l'ottavo principe di Mangkunegaran.

## Biografia
Nato Kanjeng Gusti Pangeran, era figlio di Mangkunegara VII e crebbe nel delicato periodo della seconda guerra mondiale che apportò notevoli cambiamenti al suo paese. Dopo la morte di suo padre nel 1944, venne chiamato a succedergli ancora giovanissimo. Dopo la proclamazione della repubblica indonesiana, non riuscì a salvaguardare la propria sovranità e la regione speciale di Surakarta (con incluso il principato di Mangkunegaran) venne incorporata nella provincia di Giava centrale dal 1950, malgrado il suo interesse personale nella questione. Gli venne concesso dal nuovo governo democratico di conservare i propri titoli ed i propri onori, ma venne privato di ogni ruolo politico.
Come suo padre, suo nonno ed il suo bisnonno, si impegnò largamente per la diffusione della cultura indonesiana nel suo principato, ed in particolare delle danze tradizionali.
Morì nel 1987 e venne succeduto al trono da suo figlio terzogenito, che divenne sovrano col nome di Mangkunegara IX.